# Лыков, Юрий Васильевич
Князь Юрий Васильевич «Чапля» Лыков-Оболенский — боярин и воевода удельного князя Владимира Андреевича Старицкого. Рюрикович в XX колене.

## Биография
Представитель княжеского рода Лыковых-Оболенских. Младший из троих сыновей князя Василия Ивановича Лыкова-Оболенского, внук родоначальника рода князя Ивана Владимировича Лыко Оболенского. Старшие братья — князья Иван и Андрей Курака Лыковы-Оболенские.
В апреле 1549 года — второй воевода у «Николы Зарайского». 
31 мая 1550 года — конюший князя Владимира Андреевича Старицкого, на его свадьбе с Евдокией Нагой "слал послель", а потом был у княжева коня.
В марте 1555 года князь Юрий Лыков-Оболенский был отправлен из Белёва в поход на «крымские улусы» в составе большого полка «со княжими [удельного князя Владимира Андреевича Старицкого] детьми боярскими».
В 1569 году во расправы с удельным князем Владимиром Старицким Юрий Васильевича Чапля Лыков также пострадал от опричников.

## Семья
От брака с некоей Ульяной (в инокинях Устинья) оставил нескольких детей: 
- Иван (ум. после 1562) — рында.

- Михаил (ум. 1579) — воевода

- Василиса — замужем за Иваном Михайловичем Колычёвым.